# Awenturyzacja

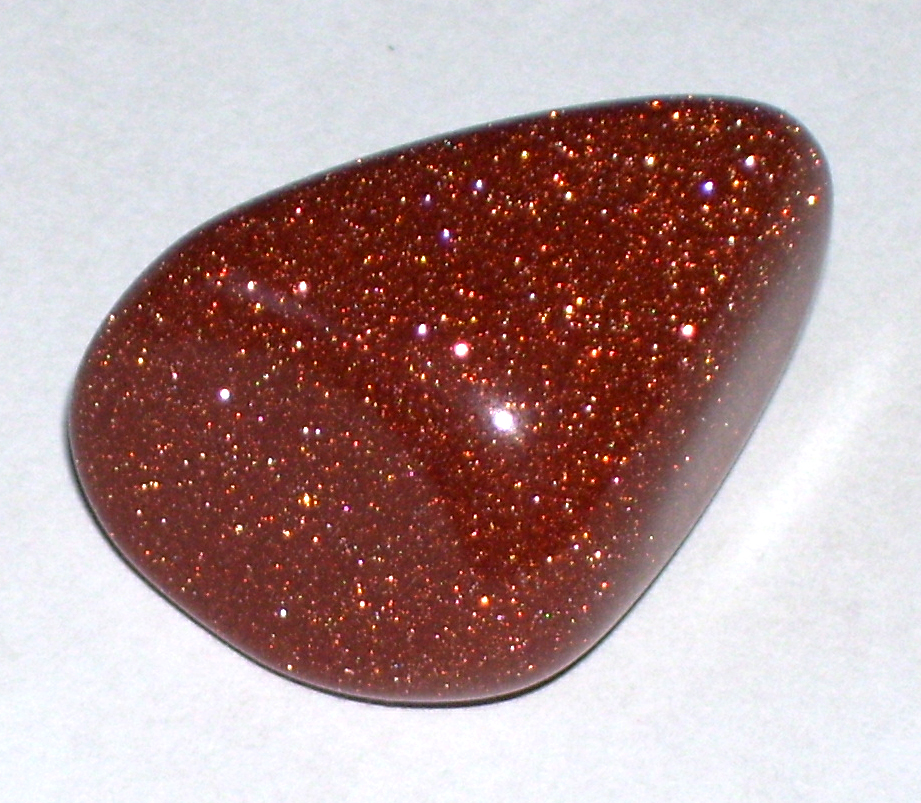
Szkło awenturynowe pokazuje awanturniczość

Awenturyzacja – migotliwy efekt świetlny przypominający iskrzenie, wywołany odbijaniem i rozpraszaniem światła na drobnych wrostkach (inkluzjach) mineralnych rozproszonych w macierzystym krysztale.
Efekt ten ujawnia się w postaci migotliwych refleksów świetlnych o różnej barwie: czerwonej, pomarańczowej, żółtej, złotej, zielonej lub rzadziej niebieskiej.
Wywołują go drobne, łuseczkowe wrostki; hematytu, goethytu, lepidokrokitu, pirytu, oraz mik: muskowitu, serecytu, biotytu, fuchsytu.